# Östra Fågelviks landskommun
Östra Fågelviks landskommun var en tidigare kommun i Värmlands län.

## Administrativ historik
När 1862 års kommunalförordningar trädde i kraft inrättades i Fågelviks socken i Väse härad i Värmland då denna kommun. Den 1 januari 1886 (enligt beslut den 17 april 1885) ändrades namnet till Östra Fågelvik i särskiljande syfte.
Vid kommunreformen 1952 kvarstod kommunen oförändrad.
År 1967 uppgick den i Karlstads stad.

### Kyrklig tillhörighet
I kyrkligt hänseende tillhörde kommunen Östra Fågelviks församling.

## Geografi
Östra Fågelviks landskommun omfattade den 1 januari 1952 en areal av 85,25 km², varav 80,63 km² land.

### Tätorter i kommunen 1960
I Östra Fågelviks kommun fanns tätorten Skattkärr, som hade 1 237 invånare den 1 november 1960. Tätortsgraden i kommunen var då 52,1 procent.

## Politik

### Mandatfördelning i valen 1950-1962
| 1 | 9 | 14 |

| 22 |

| 10 | 5 | 6 | 1 | 2 |

| 22 |

| 1 | 10 | 5 | 3 | 5 |

| 20 | 4 |

| 12 | 12 |

| 20 | 4 |

| 11 | 7 | 6 |

| 20 | 4 |

| 12 | 6 | 6 |

| 22 |

| 13 | 6 | 5 |

| 20 | 4 |